# Alexei Banes
Alexei Banes Duany (ur. 15 grudnia 1973) – kubański zapaśnik walczący w stylu klasycznym. Czwarty w mistrzostwach świata w 1994. Najlepszy na igrzyskach panamerykańskich w 1995. Trzykrotny zwycięzca mistrzostw panamerykańskich (1984,93,94). Triumfator igrzysk Ameryki Środkowej i Karaibów w 1993. Drugi w pucharze świata w 1995 i trzeci w 1996 roku.